# 船穂地区コミュニティタクシー

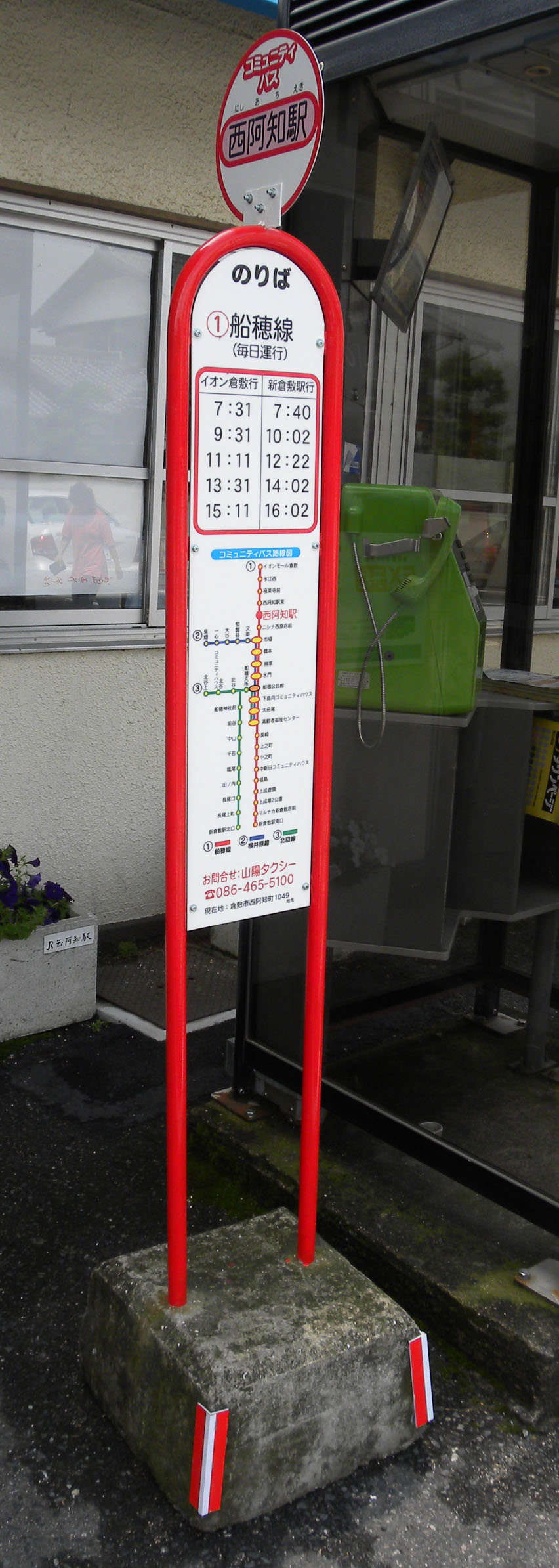
船穂地区コミュニティバスのバス停

船穂地区コミュニティタクシー（ふなおちくコミュニティタクシー）は、岡山県倉敷市にて運行されている乗合タクシー。

## 概要
倉敷市船穂地区を運行するバス路線として、ロウズ観光による船穂福祉バスが運行されてきたが、利用率が低く、多額の行政支援を要しているため、利用しやすく効率的な運行形態に再編するかたちで「船穂地区コミュニティバス」として運行開始。ただしコミュニティバスを名乗るものの車両はジャンボタクシー用車両（9人乗り）またはセダン型タクシー車両（4人乗り）を用いており、実質的には当初から乗合タクシーである。
運行は、船穂町に本社を置いていた「山陽タクシー」に委託されたが、同社の都合により2014年（平成26年）9月6日から当面の間運行が休止された（山陽タクシーは翌2015年5月に破産手続の開始決定を受けている）。
2015年（平成27年）3月2日、委託先を浅口タクシー（両備グループ）に変更して運行再開。同年8月31日までの暫定運行とされた。2015年9月1日から「船穂地区コミュニティタクシー」に名称変更、名実ともに乗合タクシーに転換した。運行は引き続き浅口タクシーへ委託。
2022年（令和4年）10月1日をもって浅口タクシーは両備グループの岡山交通に合併され閉鎖、以後運行は岡山交通倉敷営業所が担当している。

### 運行内容
- 運賃は1回利用大人400円、小学生以下の子供は200円、1歳未満は無料。大人同伴の6歳未満の子供は1人まで無料。高齢者（65歳以上）・障害者は「倉敷市コミュニティタクシー利用者証」・障害者手帳（身体障害者手帳・療育手帳・精神障害者保健福祉手帳）等・「おかやま愛カード」（運転経歴証明書）の提示で100円割引（併用不可）。
- 路線を乗り継ぐ場合はプラス100円（子供は50円）になる（船穂公民館で真備地区コミュニティタクシーに乗り継ぐ場合を含む）。
- 交通系ICカード（PiTaPa・Harecaを除く）・WAON・iD・QUICPay・nanaco・PayPayが利用できる[9]。
- 全路線12月29日～1月3日は運休。
- 一部路線で予約制を採用しており、利用者は午前の便は前日17時まで、午後の便は乗車1時間前までに運行事業者まで電話予約が必要。

## 沿革
- 2010年4月1日 - 船穂地区コミュニティバス運行開始。
- 2014年9月6日 - 運行委託会社の都合により、当面の間運行休止。
- 2015年3月2日 - 運行委託会社を浅口タクシーに変更して運行再開（2015年8月31日までの暫定運行）。
- 2015年9月1日 - 「船穂地区コミュニティタクシー」に名称変更。
- 2022年10月1日 - 浅口タクシーが岡山交通に合併され、運行委託会社が岡山交通倉敷営業所となる。

## 路線
船穂線　（13.7km）
- T08F 新倉敷駅南口 - 上成遊園 - 上之町 - 高齢者福祉センター - 船穂公民館 - 市場 - 西阿知駅 - イオンモール倉敷
  - 毎日運行で、予約は不要。

柳井原線　（6.4km）
- T08Y 西阿知駅 - 又串 - 堅盤谷 - 東畑
  - 火曜・木曜・金曜のみの運行（祝日は運休）。但し完全予約制で、予約のない区間は運行しない。

北回線　（9.2km）
- T08N 新倉敷駅北口 - 長尾上町 - 田ノ内 - 平石 - 船穂神社前 - 北谷上 - 北谷 - 船穂公民館 - 高齢者福祉センター
  - 水曜・金曜のみの運行（祝日は運休）。但し完全予約制で、予約のない区間は運行しない。

## 車両
- 船穂線はジャンボタクシー用車両（トヨタ・ハイエース）を、柳井原線・北回線はセダン型タクシー車両を使用している。

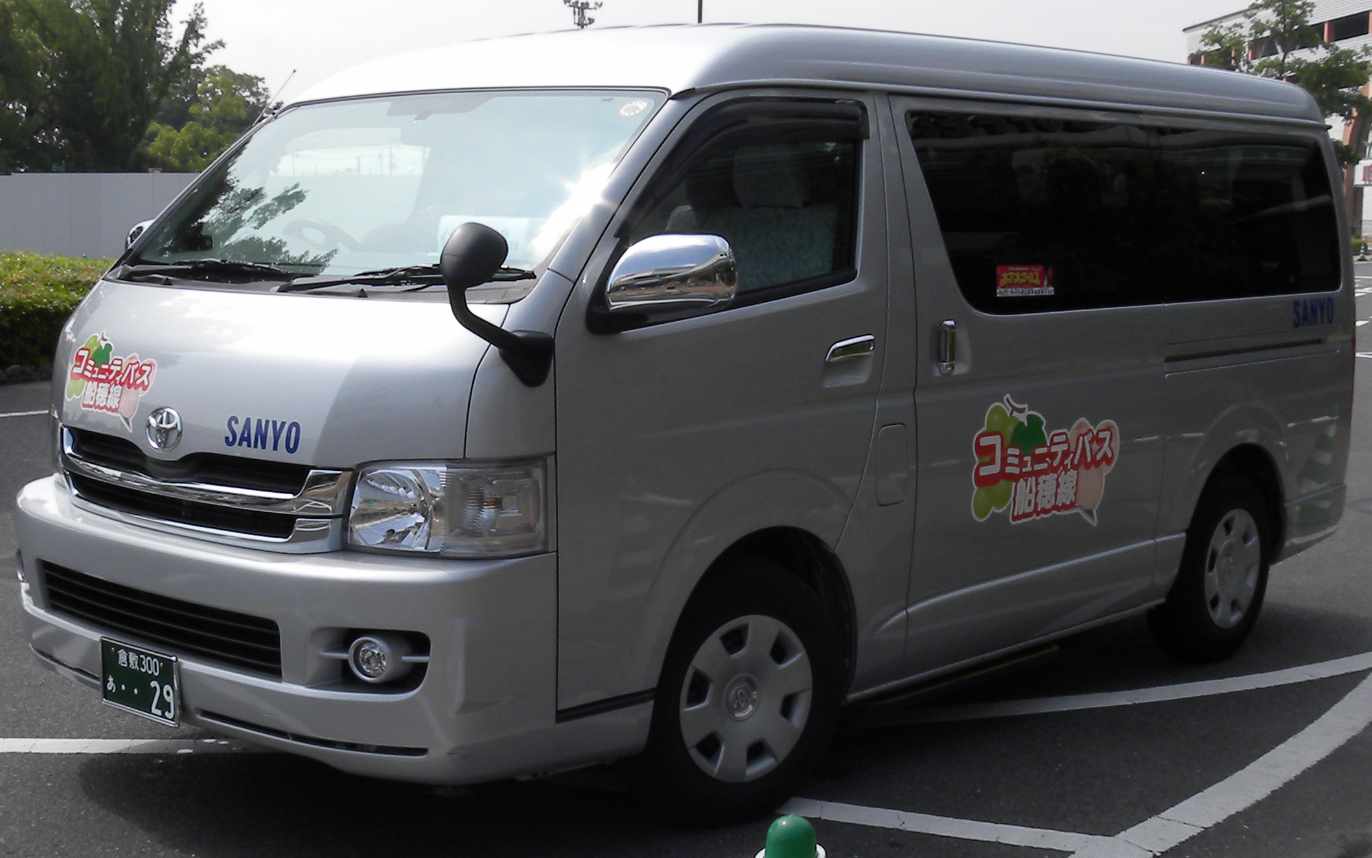
船穂線の車両